# ニコラス・デルモンテ
ニコラス・デルモンテ（スペイン語: Nicolás Delmonte, 1989年5月10日 - ）は、アルゼンチン・コルドバ州出身のサッカー選手。ポジションはミッドフィールダーまたはディフェンダー。